# Творожковский Свято-Троицкий монастырь
Творо́жковский Свято-Тро́ицкий монасты́рь — женский монастырь Псковской епархии Русской православной церкви, в деревне Творожково Струго-Красненского района Псковской области.

## История
Творожковский монастырь создавался как женская община выпускницей Смольного института благородных девиц Александрой Филипповной фон Розе (в девичестве Шмакова; в монашестве Ангелина).

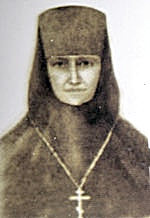
Матушка Ангелина

В 1858 году супруги фон Розе купили имение Творожково в Гдовском уезде Санкт-Петербургской губернии, находившееся рядом с деревнями Гаврилова Гора (где располагался Никольский Быстреевский погост) и Барский Дубок, и потратили многие годы и большие средства на строительство.
16 августа 1862 году Святейший Синод издал Указ об учреждении женской обители и приюта для девиц духовного звания в Творожкове.
В 1875 года начали строить каменный Свято-Троицкий храм.
Игуменью монастыря матушку Ангелину похоронили возле алтарной стены почти построенного храма. Храм освятили 5 сентября 1882 года.
Монастырь имел два подворья в Санкт-Петербурге в Старой Деревне и на Роменской ул. (арх. Аплаксин А. П.).
В 1929 года монастырь закрыт. Монахини увезены на автомобилях в неизвестном направлении.
Троицкий храм обители был сильно разрушен, церковь «Всех скорбящих Радость» утрачена.
4 августа 1994 года вновь установлены кресты на могилах матушки Ангелины, основательницы монастыря, блаженной матушки Ольги и настоятельницы Георгии.
В 1995 года с благословения старца Николая Гурьянова начались первые работы по восстановлению обители.
В 2000 году по благословению архиепископа Евсевия монастырь начинает возрождаться. Настоятельницей становится монахиня Варвара.
В 2005 году был освящён храм во имя иконы Божий Матери «Всех скорбящих Радость».
5 августа 2007 года владыка Евсевий освятил восстановленный Свято-Троицкий храм.

## Настоятельницы
- монахиня Ангелина (фон Розе) (05.04.1809 — 17 марта 1880)
- игумения Георгия (Снигиревская) (1880—1887)
- игумения Арсения (Баскакова) (1887—1904)
- игумения Валерия (Васильева) (1904—1918)
- монахиня Вера (Кобзак), старшая сестра
- монахиня Варвара (Шарапова) (2000 — декабрь 2007), в схиме Василиса, †09.05.2014
- монахиня Иоанна (Двойнишникова) (декабрь 2007 — †1 октября 2011[4]), постриженница Снетогорского монастыря.
- монахиня Анна (Ткач) (2011 — †17 октября 2017), погибла в ДТП[5]
- монахиня Магдалина (Бусыгина) (октябрь 2017 по настоящее время), насельница Снетогорского монастыря